# Mica Burton

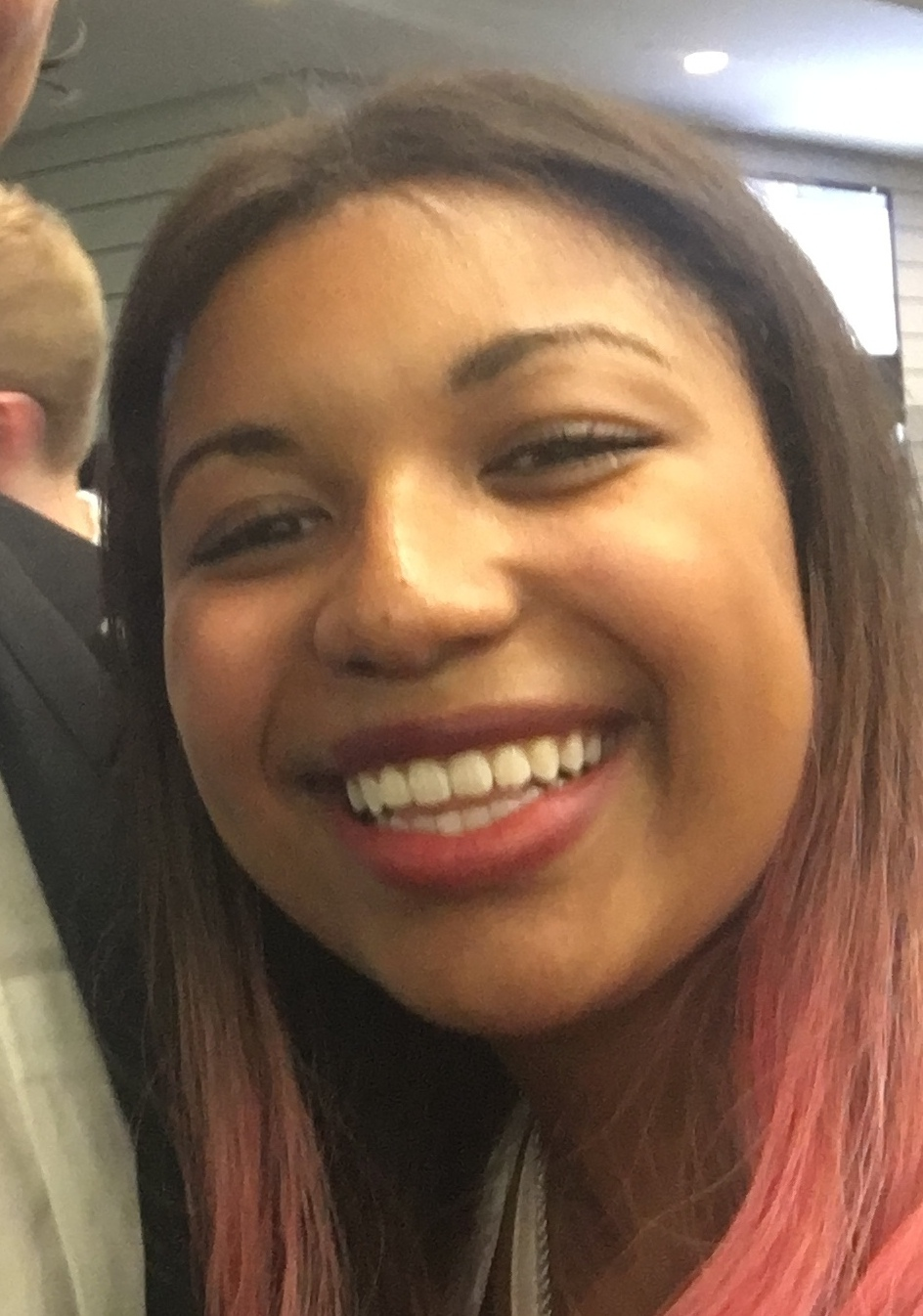
Mica Burton (2016)

Michaela Jean „Mica“ Burton (* 8. Juli 1994 in Los Angeles, Kalifornien) ist eine US-amerikanische Schauspielerin und Moderatorin.

## Leben und Karriere
Mica Burton ist die Tochter des Schauspielers LeVar Burton.
Ihr Filmdebüt gab sie 2015 im Alter von 21 Jahren in der Science-Fiction-Komödie Lazer Team. 2023 war sie an der Seite ihres Vaters in mehreren Folgen der dritten Staffel von Star Trek: Picard zu sehen.
Neben ihrer Tätigkeit als Schauspielerin ist Burton als Moderatorin von Videogame-, Cosplay- und Science-Fiction-Events tätig.

## Filmografie (Auswahl)
- 2015: Lazer Team
- 2017: The Eleven little Roosters (Miniserie, 1 Folge)
- 2018: Branded (Fernsehfilm)
- 2023: Star Trek: Picard (Fernsehserie, 5 Folgen)